# Gewone rode bladloper
De gewone rode bladloper (Xylota segnis) is een vliegensoort uit de familie van de zweefvliegen (Syrphidae). De wetenschappelijke naam van de soort is gepubliceerd in 1758 door Linnaeus in de tiende editie van Systema naturae. De gewone rode bladloper is vaak te vinden op de bladeren van bramenstruiken, waar ze in de zon op zoek zijn naar voedsel.